# Houmuwu ding

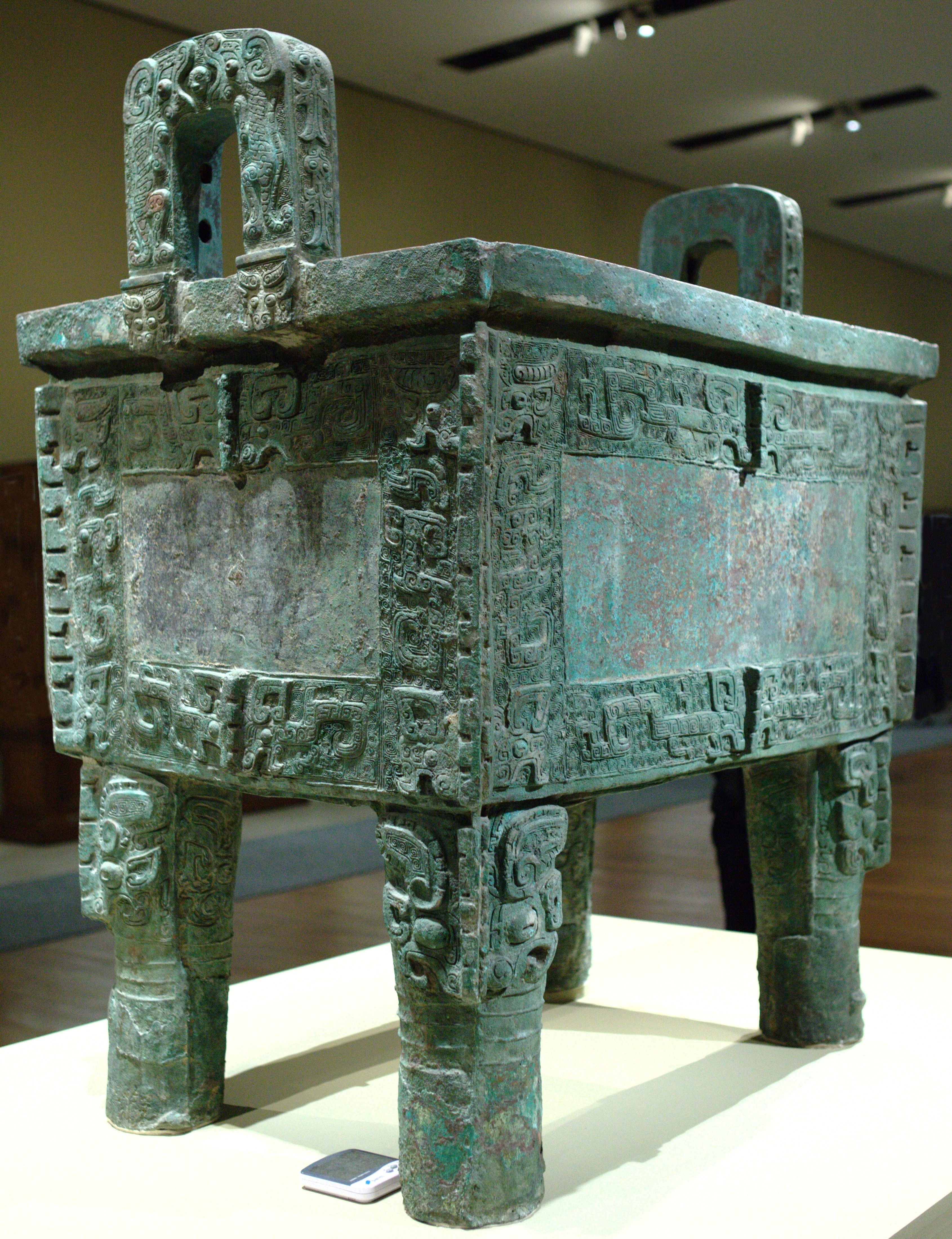
Houmuwu Ding w Chińskim Muzeum Narodowym

Houmuwu ding (chiń. upr. 后母戊鼎; pinyin Hòumǔwù dǐng), wcześniej zwany Simuwu ding (chiń. upr. 司母戊鼎; pinyin Sīmǔwù dǐng) – rytualne naczynie brązowe typu ding z czasów dynastii Shang; największe zachowane na świecie naczynie z epoki brązu.

## Opis
Naczynie to czworonożny, prostokątny kocioł (ding) na czterech pustych nogach. Wysokość (z uszami) wynosi 137 cm (lub 132,8–133 cm), wymiary misy 110 (116-110) na 77 (79-71) cm; ścianki są grube na ok. 6 cm, ale ich grubość jest nieregularna. Nogi mają wysokość 46 cm, ok. 15 cm średnicy, obwód w dolnej części 40 cm, w górnej - ponad 61 cm. Ważąc 875 kilogramów, jest największym starożytnym brązem odnalezionym gdziekolwiek na świecie.
Naczynie jest głębokie, o płaskim dnie i prostopadłych ściankach. Ma dwie rękojeści (jedna jest zrekonstruowana), których boki są ozdobione dwoma tygrysami trzymającymi w pyskach ludzką głowę, a wierzch – wzorem ryb. Zdobienia na ściankach składają się z biegnącego dookoła reliefu, ukazującego, na tle skonwencjonalizowanego wzoru chmur i błyskawic, zwierzęce głowy i jednonogie smoki. Zdobień dopełniają wzory z ze zwierzęcych pysków ze zwiniętymi ogonami na szczycie i dole ścianek, oraz kolejne pyski zwierzęce na nogach naczynia.

## Technologia
Analiza składu metalu wykazała 84,77% miedzi, 11,64% cyny, 2,79% ołowiu, a ponadto śladowe ilości żelaza, chromu, cynku, arsenu, krzemu, wapnia, pochodzących z zanieczyszczeń w rudzie miedzi i cyny. Takie proporcje odpowiadają niemal dokładnie zaleceniom dla naczyń tego typu zawartym w starożytnej encyklopedii technologii Kaogong ji (traktuje ona cynę i ołów łącznie, sugerując ich udział 14,3% - w tym kotle wynosi on 14,43%).
Odlanie tak wielkiego naczynia świadczy o wysokich zdolnościach organizacyjnych i technicznych. Szacuje się, że do samego odlewu potrzeba było ok. 150 ludzi, wspartych przez kolejnych 200-300 zajmujących się transportem materiałów i organizacją. Odlewnicy musieli przewidzieć problemy związane m.in. z naprężeniami, powstającymi podczas stygnięcia tak znacznej ilości metalu. Jest to prawdopodobnie powód, dla którego nogi kotła są puste - poza oszczędnością materiału, zmniejsza to możliwość powstania pęknięć we wrażliwym punkcie łączenia nóg z korpusem.
Badania wykazały, że ding odlano w wieloczęściowej formie, składającej się z 8 elementów na ściany, czterech na spód i dwóch na każdą z nóg, co łącznie dało dwudziestoczęściową formę. Dolne części nóg i uszy zostały odlane osobno, w jednoczęściowych formach; uszy są puste w środku, wypełnione ziemią; całość kotła została wykonana najprawdopodobniej w dwóch odlewach; powstałe z jednej strony uszkodzenia z jednej strony uzupełniono trójkątnym kawałkiem metalu.

## Historia i znaczenie
Kocioł został odnaleziony w 1939 roku, na terenie wioski Wuguancun, w Anyangu, na cmentarzu królów dynastii Shang, w części nazywanej Xibeigang, w grobie nr M260. Najprawdopodobniej pochowana była w nim dama Jing, żona króla Wu Dinga (1250-1200 r. p.n.e) lub jego następcy, króla Zujia. Grobowiec zawierał też inne brązy, przedmioty z jadeitu i szczątki ofiar ludzkich. Jego nazwa pochodzi od inskrypcji w wykonanej ówcześnie używaną formą pisma chińskiego: 后母戊, Hòumǔwù, co oznacza „Królowa Matka Wu”. Pierwotnie znak 后 (hou, dama, królowa) odczytywano jako podobny znak 司 (si, administrator), stąd często w literaturze pojawia się nazwa Simuwu ding.
Odnaleziony w czasie, gdy północne Chiny znajdowały się pod japońską okupacją, został przez lokalnych mieszkańców zakopany z powrotem, by ukryć go przed okupantami, którzy usłyszawszy o znalezisku, oferowali zań wysoką nagrodę. Po klęsce Japonii, ding został ponownie odkopany i przejęty przez władze prowincji. W 1946 przewieziono go do Nankinu, stolicy Republiki Chińskiej, gdzie był eksponowany z okazji 60. urodzin Czang Kaj-szeka, przywódcy Chin w wojnie z Japonią. Po klęsce Nacjonalistów w wojnie domowej z komunistami, wycofali się oni na Tajwan, zabierając ze sobą znaczną część kolekcji sztuki. Ponad 800-kilogramowy kocioł okazał się jednak za ciężki. W 1959, z okazji dziesięciolecia Chińskiej Republiki Ludowej, przewieziono go do Pekinu, gdzie stał się częścią kolekcji Chińskiego Muzeum Narodowego.
Interesujący jako dzieło sztuki i zabytek technologii, od momentu znalezienia w czasie wojny, ding stał się także symbolem politycznym. Dziewięć trójnożnych kotłów ding Wielkiego Yu było symbolem władzy legendarnych cesarzy Chin, wielokrotnie poszukiwanym i kopiowanym w poprzednich epokach. Także w 1944 powstał pomysł odlania takich kotłów dla Czang Kaj-szeka, jednak chińscy republikanie, bojąc się oskarżenia Czanga o imperatorskie ciągotki, ostatecznie skupili się na użyciu Houmuwu ding jako symbolu potęgi Chin. Ponad 50 lat później, komunistyczne władze Chin poszły podobną drogą, odlewając w 1997 roku prostokątny ding z okazji odzyskania Hongkongu. Nowy kocioł, wyraźnie wzorowany na oryginale z XIII w. p.n.e. ważył dużo więcej (1997 kg na cześć roku) i różnił się szczegółami ornamentów, eksponującymi symbol Specjalnego Regionu Administracyjnego Hongkong. Dla podkreślenia symboliki zjednoczenia i zatarcia śladów dawnych upokorzeń, kocioł został odlany przy użyciu materiałów zebranych z ważnych miejsc w Chinach (m.in. ziemi z cesarskich mauzoleów, czy wody z Rzeki Żółtej), a następnie był eksponowany w Starym Pałacu Letnim zniszczonym przez anglo-francuskie wojska podczas II wojny opiumowej.
W 2010 roku prowincja Henan podarowała replikę dingu na ekspozycję w Pawilonie Chińskim podczas wystawy Expo 2010 w Szanghaju.